# Maki (parti politique, 1948)
Pour les articles homonymes, voir Maki.
Ne doit pas être confondu avec Maki (parti, 1965).
Le Maki, hébreu : מק"י, acronyme pour HaMiflega HaKomunistit HaYisraelit, hébreu : המפלגה הקומוניסטית הישראלית, soit littéralement Le Parti communiste israélien, était un parti communiste israélien. Il ne doit pas être confondu avec son homonyme moderne, le Maki, qui s'est séparé du premier dans les années 1960 et a repris son nom par la suite.
Il était l’une des seules organisations politiques israéliennes à compter dans ses rangs tant des arabes que des juifs.

## Histoire
Le Maki est un descendant du Parti communiste palestinien (PCP), qui changea son nom en Makei, le Parti communiste d'Eretz Yisrael, après avoir accepté la partition en 1947, puis en Maki. Les membres de la Ligue de libération nationale en Palestine, un parti arabe ayant quitté le PCP en 1944, rejoignirent le Maki en octobre 1948, donnant au parti des membres juifs et arabes israéliens, tandis que les Communistes hébreux rejoignaient également ses rangs. Le parti prit également le contrôle de deux journaux communistes, le Kol HaAm (en hébreu) et l'Al-Ittihad (en arabe). Le parti n'était pas sioniste, mais reconnaissait Israël, bien qu'il déniât le lien entre l'état et la diaspora juive, et appuyait le droit aux Palestiniens de former un état en accord avec la résolution des Nations unies sur la partition.
Lors des premières élections législatives israéliennes en 1949, le parti obtint 3,5 % des suffrages et quatre sièges à la Knesset, occupés par Shmuel Mikunis, Eliezer Preminger, Tawfik Toubi et Meir Vilner. Lors de la session parlementaire, Eliezer Preminger quitta le parti et recréa les Communistes hébreux avant de rejoindre le Mapam.
Lors des élections législatives de 1951, le Maki obtint 4 % des suffrages et cinq sièges, Émile Habibi et Esther Vilenska faisant leur entrée à la Knesset. Lors de la session, les Procès de Prague de 1952 firent que le Mapam, parti sioniste social pro-soviétique, rompit avec l'URSS. Mécontent de cette décision du Mapam, Avraham Berman et Moshe Sneh, membres de ce dernier, le quittèrent afin de créer la Faction de gauche avant de rejoindre le Maki. Le parti fut aussi impliqué dans la chute du 5e gouvernement de Moshe Sharett, lorsqu'avec le Hérout il supporta une motion de défiance sur la position du gouvernement sur le procès de Malchiel Gruenwald, qui avait accusé le Dr Israel Kasztner de collaboration avec les Nazis.
En 1955, les élections virent le Maki accroître les suffrages portés sur son nom et obtint six sièges à la Knesset. En 1958, le parti lança un journal en polonais, Walka. Cependant, en 1959, le parti perdit la moitié de ses sièges au parlement pour revenir à trois.
La campagne électorale de 1961 du parti fut aidée par l'implication de la coalition au pouvoir dans l'affaire Lavon et le parti obtint cinq sièges. Cependant, en 1965, des désaccords internes virent une division entre un groupe majoritairement juif mené par Moshe Sneh reconnaissant le droit à l'existence d'Israël et critique envers l'attitude anti-israélienne croissante de l'Union soviétique, et un groupe largement arabe israélien, de plus en plus antisioniste. La faction de Moshe Sneh conserva le nom de Maki tandis que la faction pro-palestinienne (Tawfik Toubi et Meir Vilner) quitta le parti pour former le Rakah, reconnu par l'Union soviétique comme parti communiste « officiel ». En appui de ce soutien, les médias soviétiques communiquèrent que « le groupe Mikunis-Sneh avait fait défection pour rejoindre le camp bourgeois-nationaliste ».
Les élections de 1965 furent un désastre pour le parti, qui ne conserva qu'un siège et fut battu par le Rakah avec trois sièges. Les élections de 1969 virent cette contre-performance se répéter, malgré son soutien à la Guerre des Six Jours.
En 1973, le Maki fusionna avec le Mouvement Bleu-Rouge afin de former le Moked et disparut alors en tant que parti indépendant. Le Moked remporta un siège lors des élections législatives de 1973. Il fit par la suite partie du Camp de gauche d'Israël (en 1977) puis du Ratz en 1981.
Dans le même temps, le Rakah devint la force dirigeante de l'alliance Hadash, qu'il avait rejointe en 1977. En 1989, quelques années après la disparition du Maki, le Rakah décida de changer son nom en Maki afin de refléter son statut d'unique parti communiste d'Israël. Il reste la formation principale du Hadash jusqu'à ce jour.